# Beckerich
Beckerich (luxembourgsk: Biekerech) er en kommune og et byområde i Luxembourg. Kommunen, som har et areal på 28,41 km², ligger i kantonen Redange i distriktet Diekirch. I 2005 havde kommunen 2.122 indbyggere. 